# Cataract-Nationalpark
Der Cataract-Nationalpark ist ein Nationalpark im Nordosten des australischen Bundesstaates New South Wales, etwa 50 Kilometer nordöstlich von Tenterfield und rund 88 Kilometer westlich von Lismore.
Der Nationalpark liegt am Nordufer des Cataract River und am Bangala Creek, beides Nebenflüsse des Clarence River.